# Código Bimini
Código Bimini (título original: Bimini Code) es una película estadounidense de acción y aventura de 1983, dirigida por Barry Clark, que a su vez la escribió junto a Gabrielle Rivera, musicalizada por Marc Ellis, en la fotografía estuvo Ralph B. White y el elenco está compuesto por Vickie Benson, Kristal Richardson y Hulk Hogan, entre otros. El filme fue realizado por American National Enterprises y se estrenó el 11 de julio de 1983.

## Sinopsis
Dos aventureras se dirigen al Triángulo de las Bermudas para tratar de encontrar a un joven que ha desaparecido enigmáticamente.